# Santiago de Murcia
Santiago de Murcia (* 25. Juli 1673 in Madrid; † 25. April 1739 ebenda) war ein spanischer Gitarrist, Komponist und Musiktheoretiker.

## Leben und Wirken
Santiago de Murcia wurde als Sohn von Juliana de Leon und Gabriel de Murcia geboren, die als Musiker bzw. Instrumentenmacher am spanischen Königshof tätig waren.
Murcia war ab 1693 Schüler des Gitarristen, Komponisten und Kantors Francisco Guerau (1649–1722) im Chor der königlichen Kapelle in Madrid. Zudem lernte er auch bei dem Komponisten und Bass-Viola-Spieler Antonio de Literes. Er reiste 1702 nach Neapel und wurde 1704 Gitarrenlehrer der Maria Luisa von Savoyen, der jungen Frau von König Philipp V. Um 1714 war er angestellt bei Jácome Francisco Andriani, dem „Ritter des Ordens von Santiago, außerordentlicher Gesandter der Katholischen Kantone“ der Schweiz.
Er unternahm Reisen durch Frankreich und die Spanischen Niederlande. Durch die Entdeckung dreier Werke in Mexiko und Chile entstand die Meinung, Murcia habe die Neue Welt bereist oder sei dorthin übergesiedelt. Sehr wahrscheinlich gelangten die Stücke jedoch durch Handelsbeziehungen nach Übersee.
Santiago de Murcia bearbeitete einige Kompositionen des flämischen Gitarristen François Le Cocq († 1729) und gab sich als deren Urheber aus.
Wissenschaftlich grundlegend befasst haben sich mit Santiago de Murcia und seinem Werk vor allem Craig H. Russell und Monica Hall.

## Werke
- 1714: Resumen de acompañar la parte con la guitarra. Antwerpen 1714.[7][8]
  - Darin enthalten: La Guastala, Menuet, Otro, Preludio und (in der Form der Diferencia[9]) Tarantelas
- 1722: Cifras selectas de guitarra
- 1732 (ursprünglich eine zweibändige Handschrift):
  - Códice Saldívar No. 4 (auch Saldívar Codex No. 4 genannt, benannt nach dem mexikanischen Musikhistoriker Gabriel Saldívar, der die Handschrift 1943 in León entdeckt hatte[10])[11][12]
    - Darin enthalten: Marionas, Fandango, Jácaras, Zangarilleja („unordentliche weibliche Person, Flittchen, Schlampe“) und Cumbées (vgl. Cumbia)

  - Passacalles y obras de guitarra por todos los tonos naturals y acidentales. (British Library London, Add. MS 31640)[13][14]
    - Darin enthalten: Passacalles (Compassillo, Proporción) und Suite (Preludio, Allemanda, Correnta, Zarabanda despacio, Gabotta und Giga) und weitere Suite (Preludio mit Allegro-Teil, Allemanda, Correnta, Zarabanda despacio, Giga mit Allegro-Teil und Giga mit Allegro Dulzaina)

Quelle: